# Панси, Анри
Анри Панси (фр. Henri Pensis; 3 ноября 1900 — 1 июня 1958) — люксембургский дирижёр, композитор и скрипач.
Учился в Люксембурге и Брюсселе как скрипач, затем также в Кёльне у Германа Абендрота как дирижёр. В 1927 году занял пост концертмейстера в новосозданном Оркестре Кёльнского радио. В 1933 г. вернулся в Люксембург, чтобы основать и возглавить оркестр Люксембургского радио. После оккупации Люксембурга в 1939 году работа оркестра прекратилась, и в 1940 г. Панси уехал в США, где руководил Филармоническим оркестром Нью-Джерси и Симфоническим оркестром Су-Сити. По окончании Второй мировой войны вернулся в Люксембург и вновь возглавил оркестр, в 1953 г. осуществил с ним первую аудиозапись. Последние годы жизни Панси прошли под знаком тяжёлой болезни, в последний раз он выступил как дирижёр на Всемирной выставке в Брюсселе за две недели до смерти.
Имя Панси носит фонд, созданный в 1995 году правительством Люксембурга для финансовой поддержки основанного им оркестра. Кроме того, именем Панси названа улица (фр. Rue Henri Pensis) в городе Люксембург. Сын и тёзка Панси — американский дирижёр.